# 亚瑟 (北达科他州)
亚瑟（英語：Arthur），是美国北达科他州下属的一座城市。根据2010年美国人口普查，该市有人口337人。2011年估计该市有人口341人，相对于2010年，增长率为1.19%。